# Dedikation
För dedikationer i böcker, se dedikation (publicering).
Dedikation (av latin dedicare, 'ägna', 'helga', 'tillägna') är något som är tillägnat någon, exempelvis en bok, en sång eller dylikt. Verbet är på svenska dedicera [-s-], att dedicera något till någon.
I bokvärlden avses med en dedikation oftast en handskriven sådan från en boks författare. Böcker med dedikation kallas associationsexemplar. Inom katolicismen är det vanligt att man dedicerar kyrkor till helgon.
Inom datorindustrin förekommer begreppet dedikerad om en utrustning avsedd för ett särskilt ändamål.